# Saint-Sulpice, Québec
Saint-Sulpice är en socken (municipalité de paroisse) och tätort (centre de population) i provinsen Québec i Kanada. Den ligger i regionen Lanaudière, i den sydöstra delen av landet, 190 km öster om huvudstaden Ottawa. Antalet invånare vid folkräkningen 2021 var 3 360 i kommunen och 1 769 i tätorten. Landarean är 36 kvadratkilometer.